# César anniversaire
César anniversaire je filmová cena udělená v roce 2021 Akademií filmových umění a technik během 46. ročníku předávání cen César.
Tento čestný César byl udělen pouze jednou a to hereckému souboru Splendid v rámci oslavy čtyřicátého výročí kavárny-divadla Le Splendid Saint-Martin založeného v roce 1981 na rue du Faubourg-Saint-Martin v Paříži. Oceňuje zakládající členy původního souboru, kterými byli Josiane Balasko, Michel Blanc, Marie-Anne Chazel, Christian Clavier, Gérard Jugnot, Thierry Lhermitte a Bruno Moynot.